# Hypochilus petrunkevitchi
Hypochilus petrunkevitchi  (лат.) — вид абажуровых пауков рода Hypochilus из семейства Hypochilidae. Северная Америка: США.

## Описание
Среднего размера пауки, длина самцов до 10,50 мм (самки — 9,85 мм).
Вид Hypochilus petrunkevitchi был впервые описан в 1958 году американским зоологом Виллисом Джоном Герчем (Willis John Gertsch, 1906—1998).
Валидный статус был подтверждён в ходе родовой ревизии 1987 году в американским арахнологом Норманом Платником (Norman I. Platnick; р.1951; Американский музей естественной истории, Манхэттен, Нью-Йорк, США). Таксон Hypochilus petrunkevitchi включён в род Hypochilus. Видовое название H. petrunkevitchi дано в честь русско-американского арахнолога академика Александра Ивановича Петрункевича (Dr. Alexander Ivanovitch Petrunkevitch, 1875—1964).